# Sân bay Ibaraki
Sân bay Ibaraki (茨城空港 Ibaraki Kūkō) là một sân bay ở thành phố Omitama, tỉnh Ibaraki, Nhật Bản. Nó cũng đóng vai trò là căn cứ không quân cho Lực lượng phòng không không quân Nhật Bản (JASDF) dưới tên Căn cứ không quân Hyakuri. Đây là căn cứ máy bay chiến đấu gần nhất với Tokyo. Sân bay được biết đến như là Hyakuri Airfield (百里飛行場 Hyakuri Hikōjō) trước tháng 3 năm 2010, khi các hoạt động hàng không dân dụng bắt đầu.

Vị trí sân bay Ibaraki

Sân bay có cự ly 85 km (53 mi) bắc Tokyo, và được dự định là một giải pháp thay thế chi phí thấp cho các sân bay lớn hơn Narita và Haneda. Được xây dựng do kết quả của đầu tư công lớn, sân bay đã bị chỉ trích là biểu tượng của chi tiêu chính phủ lãng phí và là không cần thiết, chỉ mở một chuyến bay mỗi ngày.
Tính đến tháng 9 năm 2014, tổng cộng tám tuyến được khai thác từ sân bay, tất cả đều do hãng hàng không giá rẻ.  Một lợi thế của Ibaraki là khả năng tiếp cận gần hơn với Thành phố khoa học Tsukuba (thông qua đường bộ), nơi tập trung cao nhất các công ty công nghệ tồn tại ở Nhật Bản. Sân bay hiện không có lợi thế so với sân bay Narita bằng phương tiện giao thông công cộng vào Tsukuba, với cả hai mất 1 giờ.

## Lịch sử

### Là căn cứ quân sự
Sân bay được phát triển lần đầu tiên bởi Hải quân Đế quốc Nhật Bản vào năm 1937, với phần lớn đất đai được yêu cầu từ nông dân địa phương theo lệnh của Hoàng đế Hirohito. Không giống như nhiều căn cứ quân sự khác của Nhật Bản, nó không trở thành căn cứ của Hoa Kỳ trong thời gian chiếm đóng. Sau khi kết thúc Chiến tranh thế giới thứ hai, người dân địa phương đã thu hồi đất và tiếp tục canh tác trên đất.
Căn cứ được mở lại vào năm 1956 bởi Lực lượng phòng vệ không quân Nhật Bản, nơi một lần nữa kiểm soát vùng đất này. Nhiều nông dân sống quanh căn cứ đã từ chối bán đất của họ cho chính phủ để cho phép mở rộng sân bay.